# برزکوو
برزکوو (به چکی: Brzkov) یک منطقهٔ مسکونی در جمهوری چک است که در ناحیه ییهلاوا واقع شده‌است. برزکوو ۷٫۷۹ کیلومتر مربع مساحت و ۲۳۸ نفر جمعیت دارد و ۴۸۵ متر بالاتر از سطح دریا واقع شده‌است.